# أثارفا
أثارفا (بالتاميلية: அதர்வா)‏ هو ممثل هندي، ولد في 7 مايو 1989 بتشيناي في الهند. من الجوائز التي نالها جائزة فيلم فير جنوب.

## جوائز
- جائزة فيلم فير جنوب

## وصلات خارجية
- أثارفا على موقع IMDb (الإنجليزية)
- أثارفا على موقع قاعدة بيانات الفيلم (الإنجليزية)